# Nosodendron bilyi
Nosodendron bilyi är en skalbaggsart som beskrevs av Jiri Háva 2000. Nosodendron bilyi ingår i släktet Nosodendron och familjen almsavbaggar. Inga underarter finns listade i Catalogue of Life.